# بئر بضاعة
بئر بضاعة إحدى آبار المدينة المنورة، تقع الآن شمال غرب المسجد النبوي الشريف مقابل فندق الحارثية بمواقف السيارات، وقد روى أحمد بن حنبل عن أبي سعيد الخدري قال: سمعت رسول الله وهو يقال له: إنه يستقى لك من بئر بضاعة، وهي يلقى فيها لحوم الكلاب والمحايض وعذر الناس، فقال رسول الله: إن الماء طهور، لا ينجسه شيء.